# لي دونوفان
لي دونوفان (بالإنجليزية: Leigh Donovan)‏ هي دراجة أمريكية، ولدت في 11 ديسمبر 1971 في أورانج في الولايات المتحدة.

## وصلات خارجية
- الموقع الرسمي
- لي دونوفان على موقع أرشيف الدراجات (الإنجليزية)
- لي دونوفان على موقع CycleBase (الإنجليزية)